# Haliclona folium
Haliclona folium är en svampdjursart som först beskrevs av Schmidt 1870.  Haliclona folium ingår i släktet Haliclona och familjen Chalinidae. Inga underarter finns listade i Catalogue of Life.